# Maculelê

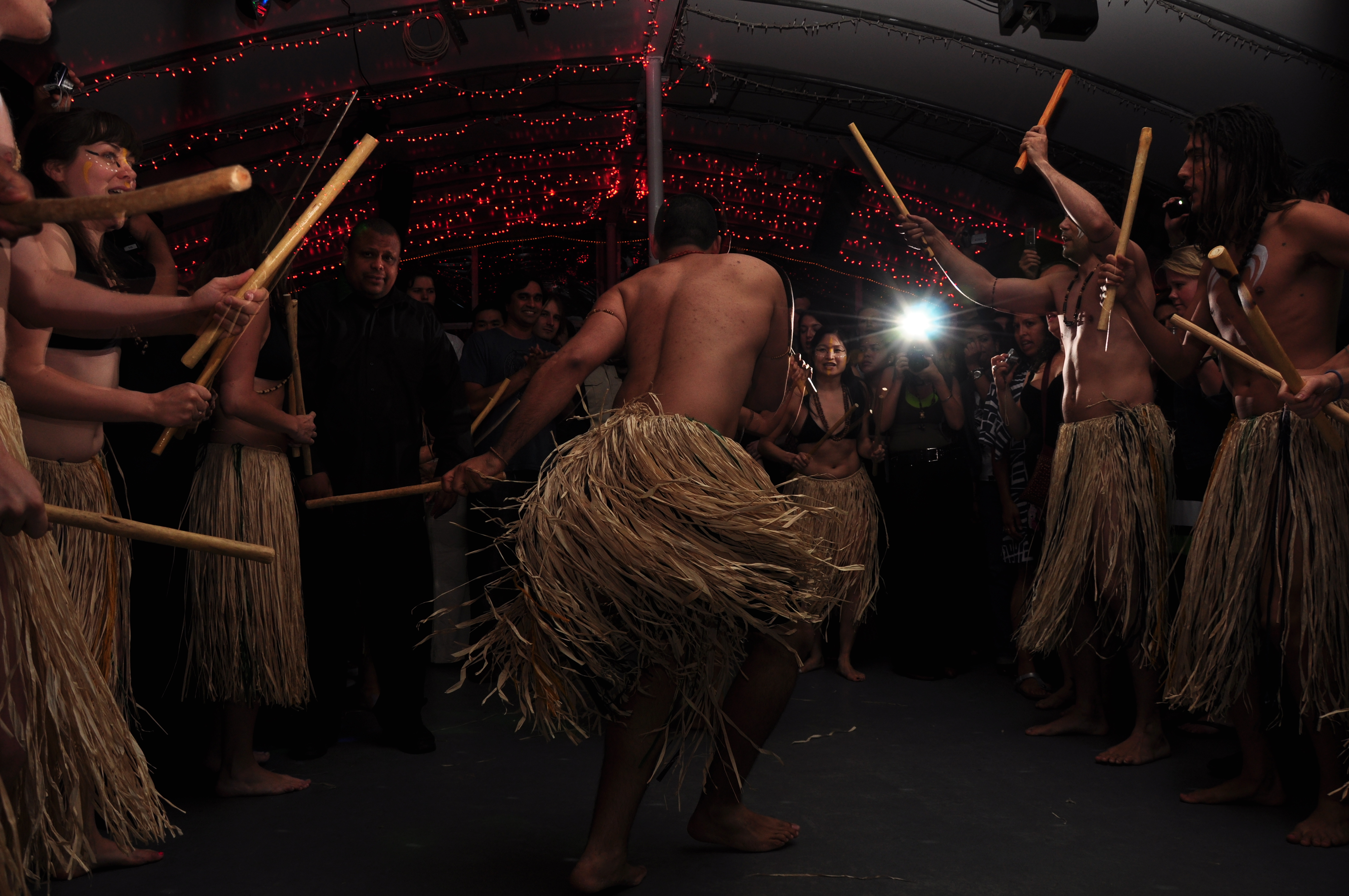
Maculelê i New York.

Maculele är en afrobrasiliansk dans och kampsport där ett antal personer samlas i en cirkel kallad roda.

## Utförande
I rodan är en eller flera trummor, kallade atabaques, ställda vid cirkeln. Varje deltagare svingar ett par långa pinnar, vanligtvis gjorda av biribaträdet från Brasilien. Pinnarna, som kallas grimas, mäter cirka 60 cm i längd och cirka 2,5 cm i bredd. Medan man spelar på atabaquetrumman, början man i rodan slå pinnarna i takt med musiken. Ledaren sjunger och deltagarna i rodan svarar med att sjunga med i refrängerna. När tränaren signalerar så börjar man spela makulele, två personer går in i rodan, och till takten från atabaquen börjar de slå sina egna och varandras pinnar mot varandra. På de tre första taktslagen, slår man ihop sina egna pinnar, medan man utför danssteg, och på det fjärde trumslaget, slår man på varandras högra pinne.

## Capoeira
I vissa capoeiraskolor, utövar man maculele med machetes. Machetes användes av slavarna på plantagerna. Ljudet när knivarna slår mot varandra och regnet av gnistor som uppstår gör det här framförandet särskilt imponerande. Med hänsyn till faran i utförandet av detta brukar bara avancerade elever och mästare få utöva denna teknik.

## Ursprung
Maculelêns ursprung är oklart och det finns många teorier och historier om hur maculelên uppstod. Här följer tre varianter:
1. Under slaveritiden i Brasilien brukade slavarna på sockerplantagerna samlas och spela maculele som ett spel för att få ur sig frustrationen av att vara slavar. På den här tiden användes machetes istället för pinnar som senare kom att användas av säkerhetsskäl. Vissa experter använder sig fortfarande idag av machetes.
2. Det fanns två stammar i Brasilien: En fridfull stam och en krigarstam. Krigsstammen anföll ofta den fridfulla stammen, som inte hade något sätt att förvara sig på. Under ett av dessa anfall tog en pojke vid namn Maculele och plockade upp ett par pinnar och med dessa jagade han bort den attackerande stammen. De anföll aldrig igen. Pojken lyckades dock inte helt med att jaga bort alla förövare; han dog på kuppen. Hans stam skapade då en dans uppkallad efter pojken där man kämpade med pinnar i hans ära.
3. En Västafrikansk by blev indragen i en konflikt i området. Alla stridsdugliga män i byn kallades att försvara sitt folk mot anfallarna. Alla samlade ihop sina vapen och drog iväg till slagfältet. Dagen därpå vaknade byborna för att upptäcka att deras by, som låg en bit bort från slagfältet ändå anfölls. Utan några stridsdugliga män kvar att försvara byn dök ändå en hjälte upp. En ung pojke plockade upp två pinnar från marken och fick härigenom de andra byborna att skapa ett starkt försvar. Hans hjältemodiga insats blev legendarisk och kom att representeras i Maculelê.